# Pointe de la Gorgeat
La pointe de la Gorgeat est une montagne culminant à 1 486 m d'altitude dans le massif de la Chartreuse, dans le département français de la Savoie.

## Randonnée
Un départ est possible depuis le col du Granier.